# Tshwapa (rivière)
Pour les articles homonymes, voir Tshuapa.
La Tshwapa, aussi écrit Tshuapa est une rivière de la république démocratique du Congo et un affluent du fleuve Congo. Elle forme la Busira à sa confluence avec la Lomela, près de Boende, et celle-ci forme la Ruki à sa confluence avec la Momboyo. Cette dernière se jette dans le fleuve Congo à Mbandaka.

## Transport fluvial
La navette du bateau Boende-Léo aujourd'hui rebaptisé Boende-Kinshasa amenait chèvres, porcs, moutons, crocodiles, tortues, sangliers, antilopes, chikangwes, cannes à sucre, feuilles de maniocs, patates douces, ignames...

## Chemin vers la capitale
Naviguer la rivière Tshwapa à partir d'Ikela,Bokungu, Boende, Bokuka, Ikembeli, Bomputu, Bokote, Monyieka, Loolo, Lisafa, Lotoko, Ingende, Enyala, Basoko, Mbandaka, Wenzi Secri, Ngombe, Lukolela, Tsumbili, Ilanga, Yumbi, Bolobo, Mangengenge, Kwamutu, Maluku, N'Sele, Kinkole et enfin nous voici arrivés à la fin de voyage qui est Kinshasa la Belle. 

## Boende
Boende est une ville qui a subi l'humiliation coloniale, victime de ses richesses dont le caoutchouc que le roi Léopold II se procurait sans rendre compte à qui que ce soit  puisque c'était son domaine privé.
Boende est une  ville touristique, son parc national de la Salonga est le plus grand parc naturel du monde situé dans le territoire de Monkoto un des six territoires du district de la Tshuapa.